# Cour constitutionnelle (Biélorussie)
La Cour constitutionnelle de la république de Biélorussie (en biélorusse : Канстытуцыйны Суд Рэспублікі Беларусь ; en russe : Конституционный суд Республики Беларусь) est l'une des juridictions de premier plan de la république de Biélorussie. Créée en 1994, la Cour fonde son action sur des lignes directrices édictées en 1997. Son rôle est de rendre justice dans les domaines touchant à la Constitution, par exemple au sujet de lois locales anticonstitutionnelles. Douze juges y siègent, tous titulaires d'un diplôme d'études juridiques, comme l'exige la loi biélorusse. Six des juges sont nommés par le Président tandis que les six autres sont nommés par le Conseil de la République . Quel que soit le mode de nomination, les juges y siègent pour un mandat de onze ans.

## Histoire
Pendant la crise constitutionnelle de 1996, la Cour a estimé que les résultats du référendum sur la modification constitutionnelle ne seraient pas contraignants. Après la destitution de Viktar Hantchar du poste de chef de la Commission électorale centrale, le président de la Cour constitutionnelle, Valiéry Tsikhinia (be), a démissionné, invoquant son incapacité à prêter serment sur la nouvelle Constitution et son désaccord de la politique des dirigeants du pays.
En 1997, le président a destitué le juge Mikhaïl Pastoukhov (ru), invoquant l'expiration de son mandat dans le cadre de l'entrée en vigueur de la nouvelle Constitution. Les tribunaux ont refusé la plainte de Pastoukhov. En 2003, le Comité des droits de l'homme des Nations Unies remarque une violation des articles 14 et 25 du PIDCP.

## Composition actuelle
| Nom                      | Fonction  | Nommé le          |
| ------------------------ | --------- | ----------------- |
| Piotr Miklachévitch (ru) | Président | 8 février 2008    |
| Tatiana Boïko (ru)       | Juge      | 24 janvier 1997   |
| Anatoli Tikovenko (be)   | Juge      | 24 janvier 1997   |
| Stanislav Daniliouk (be) | Juge      | 25 septembre 2006 |
| Léonid Riabtsev (be)     | Juge      | 20 décembre 2007  |
| Sergueï Tchigrinov (be)  | Juge      | 20 décembre 2007  |
| Lilia Kozyreva (be)      | Juge      | 19 février 2008   |
| Olga Sergueïeva (be)     | Juge      | 19 février 2008   |
| Tadeusz Voronovitch (be) | Juge      | 19 juin 2009      |
| Natalia Karpovitch (ru)  | Juge      | 12 mars 2014      |
| Viktor Riabtsev (be)     | Juge      | 30 novembre 2016  |
| Alla Bodak (be)          | Juge      | 28 février 2019   |